# Meghan Black
Meghan Carey Black (nacida el 2 de diciembre de 1978 en West Vancouver, Columbia Británica) es una actriz canadiense.

## Bíografía
Antes de empezar la carrera como actriz, Meghan Black vendió cuchillos. Como actriz ganó notoriedad interpretando papeles en seires como X-Men: Evolution (2000–2003), Edgemont (2001–2003) o en películas como Carrie (2002). 
Black recibió a los 13 años el diagnóstico de tener el cáncer de ovario. Más tarde, a los 16 años, la dianosticaron Leucemia. Con 27 años Black se enfermó de cáncer de boca. La eliminación de una parte de la lengua terminó su carrera como actriz.

## Filmografía
| Año       | Título                                                                     | Papel                              |
| --------- | -------------------------------------------------------------------------- | ---------------------------------- |
| 1999      | Leonardo Da Vinci, s Inquest Episodio: "A Cinderella Story: Part 1"        | Niña                               |
| 2000      | La esquizofrenia                                                           | Lisa                               |
| 2000      | The Linda McCartney Story                                                  | Chica nº 2                         |
| 2000      | El vuelo de los Renos                                                      | Katra                              |
| 2000–2001 | You, Me and the Kids – 37 episodios                                        | Chloe Losson                       |
| 2000–2003 | X-Men: Evolution – Todos los episodios                                     | Rogue (Voz)                        |
| 2001      | Chestnut Hill                                                              | Ginny Eastman                      |
| 2001      | Night Visions – Serie de TV Episodios: "Dead Air/Renovación" y "Afterlife" | Laura (Voz) Kaitlin Doyle          |
| 2001–2003 | Edgemont (Serie de TV)                                                     | Kat Deosdade                       |
| 2002      | Leonardo Da Vinci, s Inquest Episodio: "Simple, Sad"                       | Hanna Reese                        |
| 2002      | Jeremíah – Episodio: "To Sail Beyond the Stars"                            | Chica embarazada                   |
| 2002      | X-Factor: El Increíble Episodio: "El Dormitorio"                           | Sandy Miller                       |
| 2002      | Groove Escuadrón De Porristas                                              | Star (Voz)                         |
| 2002      | Carrie                                                                     | Norma Watson                       |
| 2002      | La Reina De Las Nieves (2002)                                              | Chica ladrona                      |
| 2003      | The Stranger Beside Me                                                     | Leslie Rule                        |
| 2003      | Elf                                                                        | Duende                             |
| 2003      | Dead Like Me                                                               | Narradora Nº 2 - Episodio: "Pilot" |
| 2004      | Max Steel: Endangered Species                                              | (La voz)                           |
| 2004      | {The Collector (serie de TV) – Episodio: "The Ice Skater"                  | Tammy Eklund                       |
| 2004      | Stargate: Atlantis – Episodio: "Hide and Seek"                             | Marta                              |
| 2004      | Tan muertos como yo, de 4 Episodios                                        | Misty Favreaux                     |
| 2006      | Class of the Titans – 5 Episodios                                          | Atlanta Star (Voz)                 |